# Мякса (волость)
Мя́кса (ест. Mäksa vald) — колишня волость в Естонії, до адміністративної реформи 2017 року одиниця самоврядування в повіті Тартумаа.

## Географічні дані
Площа волості — 136,5 км2, чисельність населення на 1 січня 2017 року становила 1723 особи.

## Населені пункти
Адміністративний центр — село Меллісте.
На території волості розташовувалися 16 сіл (küla):
Аруайа (Aruaia), Вана-Кастре (Vana-Kastre), Вескімяе (Veskimäe), Виипсте (Võõpste), Вирукюла (Võruküla), Кааґвере (Kaagvere), Каарлімийза (Kaarlimõisa), Кастре (Kastre), Меллісте (Melliste), Мякса (Mäksa), Мялетьярве (Mäletjärve), Пока (Poka), Саракусте (Sarakuste), Судасте (Sudaste), Таммевалдма (Tammevaldma), Тіґазе (Tigase).

## Історія
16 травня 1991 року Мяксаська сільська рада була перетворена у волость зі статусом самоврядування.
25 липня та 17 жовтня 2016 року на підставі Закону про організацію роботи місцевих самоврядувань, Закону про адміністративний поділ території Естонії та Закону про сприяння об'єднанню одиниць місцевого самоврядування рада волості Мякса ухвалила рішення про проведення переговорів з волосними радами Гааслава та Винну з метою створення нової адміністративної одиниці шляхом об'єднання їх територій. 22 грудня волосні ради Гааслава, Мякса та Винну підписали Договір про об'єднання. Постановою № 8 від 12 січня 2017 року Уряд Естонії затвердив утворення нової адміністративної одиниці шляхом злиття самоврядувань Гааслава, Мякса та Винну, визначивши назву нового муніципалітету як волость Кастре. Зміни в адміністративно-територіальному устрої, відповідно до постанови, мали набрати чинності з дня оголошення результатів виборів до волосної ради нового самоврядування.
15 жовтня 2017 року в Естонії відбулися вибори в органи місцевої влади. 24 жовтня 2017 року, після оголошення результатів виборів, офіційно утворено сільське самоврядування Кастре, а волость Мякса вилучена з «Переліку адміністративних одиниць на території Естонії».